# Doggy Bag (film)
Pour les articles homonymes, voir Doggy Bag.
Pour plus de détails, voir Fiche technique et Distribution.
Doggy Bag est un film français, réalisé par Frédéric Comtet, et sorti en 1999.

## Synopsis
Une jeune femme imagine que le chien de sa mère meurt, et qu'elle part l'enterrer dans un bois. Sur son chemin elle rencontre un homme prêt à l'aider qui lui explique qu'un chien mort, ça vaut beaucoup d'argent. Il l'emmène dans plusieurs lieux étranges, comme un restaurant asiatique spécialisé dans le chien, ou encore un atelier de fourrure de chien.

## Fiche technique
- Réalisation : Frédéric Comtet
- Scénario : Michèle Laroque et Frédéric Comtet, d'après le roman Un chien dans la soupe (Cold Dog Soup) de Stephen Dobyns (non crédité)
- Adaptation et dialogues : Benjamin Legrand
- Production : ANFM Cinema, BIONNAY Productions, et M6 Films
- Société de distribution : UFD
- Producteurs : Frédéric Comtet et Michèle Laroque
- Musique : Michel Legrand
- Photographie : Olivier Guéneau
- Décors : Frédéric Duru
- Montage : Roland Baubeau
- Costumes : Philippe Guillotel
- Pays d'origine :  France
- Format : 1,85:1 - couleur - DTS - 35 mm
- Genre : comédie
- Durée : 90 minutes
- Date de sortie : 15 septembre 1999
- Visa d'exploitation : 96067

## Distribution
- Michèle Laroque : Jeanne
- Didier Bourdon : William
- Line Renaud : la mère
- Étienne Chatiliez : Hubert
- Muriel Robin : Mama San
- Guilhem Pellegrin : Hershel
- Bernard Campan : chauffeur de taxi
- Bruno Lochet : Jojo